# Bataille des îles du Trésor
Seconde Guerre mondiale - Pacifique
Batailles
Terrestres : 
- Invasion de Tulagi
- Guadalcanal
- Opération Ke
- Nouvelle-Géorgie
- Vella Lavella
- Îles du Trésor
- Choiseul
- Bougainville
- Îles Green

Navales :
- Détroit de Blackett
- I-Go
- Bataille du golfe de Kula
- Kolombangara
- Golfe de Vella
- Vella Lavella (navale)
- Baie de l'Impératrice Augusta
- Horaniu
- Cap Saint-George

La bataille des îles du Trésor désigne les opérations amphibies menées par la Nouvelle-Zélande, avec l'assistance des États-Unis, contre la garnison japonaise des îles du Trésor du 27 octobre au 12 novembre 1943, dans le cadre de la campagne des îles Salomon (qui était à l'époque un protectorat britannique) durant la guerre du Pacifique.
Les Alliés avaient pour objectif de reprendre possession des îles du Trésor, et notamment des deux plus grandes de l'archipel, Mono et Stirling, afin d'établir sur la première une station-radar  et sur la deuxième une zone de transit pour les troupes et le matériel en vue des futurs combats sur Bougainville.
Il s'agit de la première opération amphibie à laquelle prit part la Nouvelle-Zélande depuis la bataille de Gallipoli en 1915.

## Préalablement aux débarquements
En plus des opérations de reconnaissance aérienne des semaines et mois précédents, deux missions de reconnaissance terrestres furent organisées et commandées par le sergent Cowan des renseignements militaires néo-zélandais accompagnés de quelques hommes. La première eut lieu durant la nuit du 22 au 23 octobre et la seconde dans la nuit du 26 au 27 octobre 1943 et, avaient pour objectifs, de glaner auprès de la population locale des renseignements sur la force japonaise en place et la disposition de ses défenses, de recruter des guides locaux, puis quelques heures avant l'assaut principal, de couper les lignes de communication entre le quartier général japonais situé au sud de Mono et son principal poste d'observation sur l'île à l'extrême-ouest.

## La bataille
Le 27 octobre 1943 à l'aube, au cours de leur assaut sur Stirling, les Néo-zélandais subirent des tirs de mortiers et de mitrailleuses japonaises. Cependant les tirs des destroyers de l'US Navy escortant la force d'invasion vinrent rapidement à bout de ces quelques positions.
Le débarquement principal de cette bataille eut lieu cette même matinée près du village de Falamai au sud de Mono : il fut moins aisé, les zones proches de ces plages étant plus défendues et équipées d'artillerie. Le quartier général japonais, qui était également le lieu de stockage de la majorité des munitions et rations alimentaires de la garnison impériale sur Mono, fut capturé dans la journée. Les défenseurs japonais se replièrent dans la jungle au nord.
Un autre débarquement de plus faible envergure eut lieu sur Soanotalu, à l’extrémité nord de Mono, sur le site prévu pour établir la station radar, et ne rencontra pas d'opposition.
Au cours de cette première journée, 21 Néo-zélandais et 9 Américains furent tués, 71 autres Néo-zélandais et 15 Américains blessés.

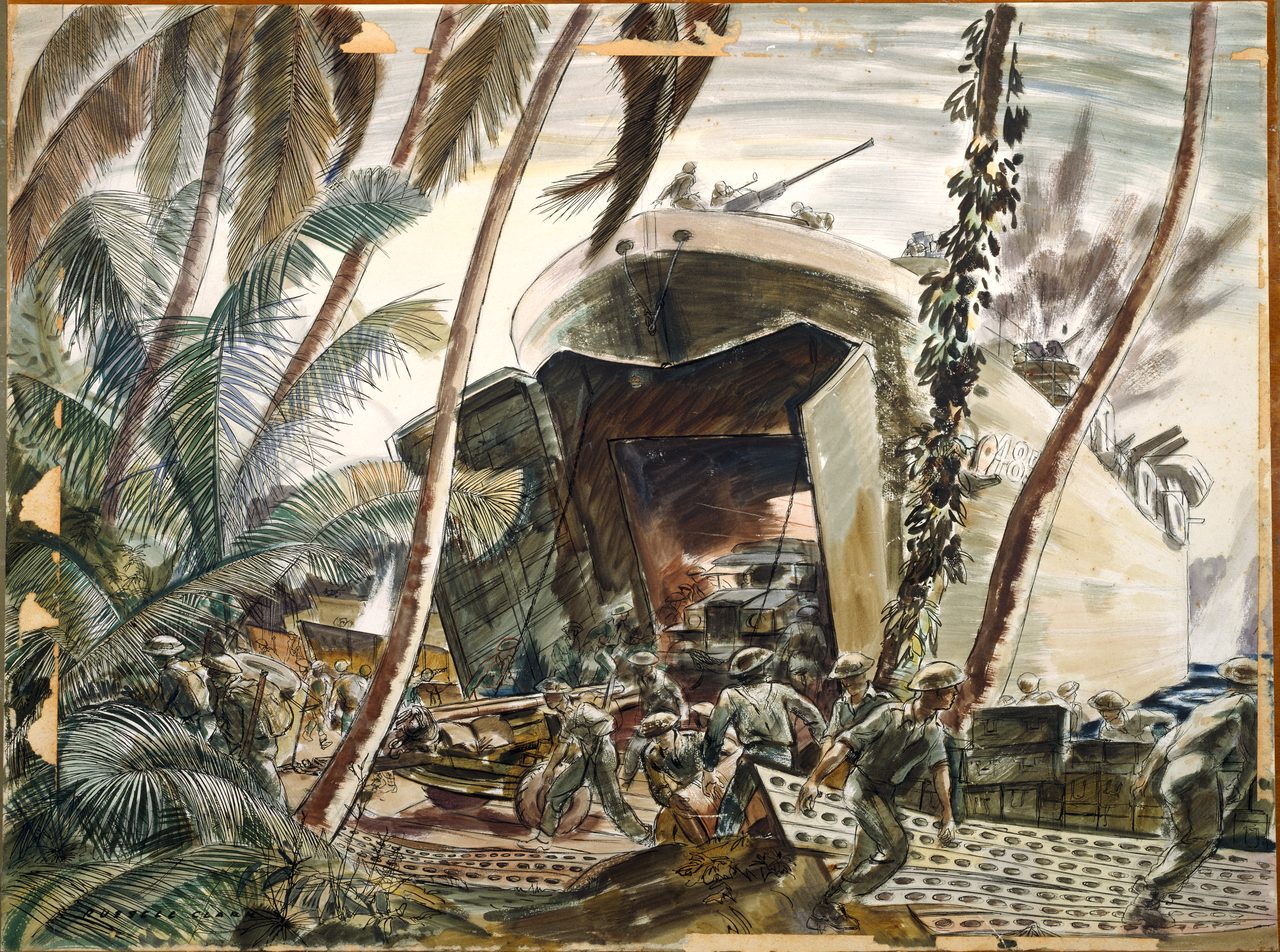
Landing Ships Under Fire, Treasury Island, 1943 (débarquement de la 3e division néo-zélandaise à Mono, par le peintre Russell Clark).

Il n'y eut qu'une faible activité militaire japonaise les jours suivants, et à partir du 31 octobre 1943, les néo-zélandais lancèrent des patrouilles à travers l'île pour débusquer et neutraliser les quelques îlots de résistance nippone.
Les Japonais lancèrent dans la nuit 1er au 2 novembre une attaque sur la force alliée détachée au nord de l'île : ils parvinrent au prix de lourdes pertes à briser les lignes néo-zélandaises avant d'être repoussés ou tués sans avoir pu détruire les équipements et les installations en construction près des plages. Le lendemain, dans la nuit du 2 au 3 novembre, un autre assaut nippon moins intense fut lui aussi repoussé. Ce furent les dernières attaques organisées de la garnison impériale sur Mono.
Après plusieurs jours de patrouilles où les Néo-Zélandais débusquèrent les quelques éléments japonais encore actifs, l'île fut déclarée sécurisée le 12 novembre 1943.

## Conséquences
Une base de PT boats, diverses infrastructures portuaires et un aérodrome furent par la suite mis en place sur Stirling. Le radar établi sur Mono se révéla utile pour prévenir les attaques aériennes japonaises durant la bataille de Bougainville. 